# Carmen Guarini
Carmen Guarini née le 18 janvier 1953 est une anthropologue, documentariste et productrice de cinéma de nationalité argentine.

## Biographie
Elle étudie l'anthropologie à l'Université de Nanterre, en France. Elle soutient une thèse d'anthropologie. En 1986, elle fonde avec Marcelo Céspedes Cine-Ojo, un collectif de recherche et de réalisation documentaire. En 1988, elle suit une formation de film ethnographique avec Jean Rouch. Elle poursuit cette formation avec Fernando Birri, Jean-Louis Comolli et Jorge Prelorán.
Elle est chercheuse, professeure et directrice du centre d'Anthropologie Visuelle de l'Université de Buenos Aires. Elle enseigne le cinéma. Elle donne également des cours à l'École Internationale de Cinéma et Télévision, de San Antonio de los Baños, à Cuba.
En 2001, elle fonde le Festival et Forum DocBuenosAires.
En 2022, une rétrospective diffuse les réalisations de Carmen Guarini, sur la chaîne de Television de l'Université de Buenos Aires.

## Films
- Buenos Aires, crónicas villeras  (1986)

- A los compañeros la libertad  (cortometraje) (1987)
- La noche eterna  (1991)
- La voz de los pañuelos (cortometraje)  (1992)
- Historias de amores semanales  (1993)
- En el nombre de la seguridad nacional  (1994)
- Jaime de Nevares, último viaje  (1995)
- Tinta roja  (1998)[5]
- H.I.J.O.S., el alma en dos  (2002)
- Meykinof  (2005)
- Gorri  (2010)
- D-Humanos ("Baldosas en Buenos Aires"), (2011)
- Calles de la memoria  (2012)
- Walsh entre todos  (2015)
- Ata tu arado a una estrella (2018)

## Prix et distinctions
- Prix Konex,  2011, 2021

H.I.J.Ou.S., el alma en dos
- Meilleur documentaire, Association de Cronistas Cinématographiques de la l'Argentine, 2006
- Mention Spéciale, Festival International du Nouveau Cinéma Latinoamericano de La Havane, 2002

Tinta roja
- Mention Spéciale du FIPRESCI, Festival International de cinéma documentaire, courts métrages et animation de Mumbai, 2000